# Кути Перші
Кути́ Перші —  колишнє село в Україні, у Семенівському районі Чернігівської області. Орган місцевого самоврядування — Семенівська міська рада.

## Історія
Після аварії на ЧАЕС село було віднесено до зони гарантованого добровільного відселення.
18 червня 2013 року тринадцята сесія Чернігівської обласної ради затвердила рішення про зняття з обліку села.

## Населення

### Мова
Розподіл населення за рідною мовою за даними перепису 2001 року:
| Мова       | Кількість | Відсоток |
| ---------- | --------- | -------- |
| українська | 9         | 90%      |
| російська  | 1         | 10%      |
| Усього     | 10        | 100%     |